# Nordheim (Biblis)
Nordheim ist ein Ortsteil der Gemeinde Biblis im südhessischen Landkreis Bergstraße.

## Geographische Lage
Der Ort liegt in der Oberrheinischen Tiefebene. Im Norden und Westen der Gemarkung fließt der Rhein. Im Norden, im „Steiner Wald“, an der Weschnitz, kurz vor deren Mündung in den Rhein, liegen die ausgegrabenen Reste der ehemaligen Burg Stein. Am südlichen Ortsrand verläuft die Landesstraße 3261 zwischen Hofheim und Wattenheim.

## Geschichte

### Von den Anfängen bis zum 18. Jahrhundert
Das klimatisch begünstigte Gebiet um Nordheim war, wie Bodenfunde belegen, bereits in der Jungsteinzeit besiedelt. Nach dem ersten namentlich bekannten Volksstamm, den Kelten, begannen um 40 n. Chr. die Römer mit der militärischen Besetzung rechtsrheinischer Gebiete. Um 260 überwanden die Alemannen den römischen Limes, drängen die Römer über den Rhein zurück und besiedelten das Gebiet. Nach 500 n. Chr. wurden diese wiederum von den Franken verdrängt, was durch fränkische Reihengräbern bei Biblis, Wattenheim und Klein-Rohrheim belegt wird.
Die schriftlich überlieferte Geschichte von Nordheim beginnt mit der Burg Stein, als am 26. Mai 836 König Ludwig II., der Deutsche dem Grafen Werner (Werinher) seine Güter in Biblis, Wattenheim und in dem Dorf Zullestein (die zur Burg Stein gehörige Siedlung) schenkte und dieser die drei Dörfer 846 dem Kloster Lorsch überließ. Schon die Römer hatten im 4. Jahrhundert an gleicher Stelle einen Burgus (turmartiges Kleinkastell) mit Hafen am damaligen Rheinlauf angelegt. Der Platz geriet zeitweise in Vergessenheit, bis er 805 als Zullestein dem Kloster Lorsch als Königsgut geschenkt wurde. Im Jahr 995 wurde dann der Platz als „Ort Stein“ erwähnt, als Kaiser Otto III. auf Bitten des Lorscher Fürstabts Salmann dem Ort Stein das Marktrecht verlieh. Nach 1100 scheint der Hafen verlandet gewesen zu sein und der Bischof von Worms war Besitzer des Platzes, den er zu einer Burg ausbaute. Das Dorf Zullestein ist heute ganz verschwunden und von der Burg sind nur die 1957 wieder entdeckten und ab 1970 ausgegrabenen Fundamentreste zu sehen.
Nachdem das Kloster Lorsch Burg und Dorf besessen hatte, kamen diese in den Machtbereich des Bistums Worms. Für das Jahr 1232 ist die Burg als Aufenthaltsort des Bischofs Heinrich II. von Worms erwähnt. Daneben konnte sich das Bistum Worms auch in den rechtsrheinischen Orten Lampertheim, Hofheim, Bobstadt und Nordheim gegen das mächtige Reichskloster Lorsch behaupten und die Burg Stein wurde zum Amtssitz über diese Orte, der Kellerei Stein.
Im Jahr 1387 verpfände der in Geldnot geratene Wormser Bischof Eckard von Worms für 23.000 Rheinische Gulden die Hälfte des Amtes Stein mit der Burg sowie die Stadt Ladenburg an seinen Schutzherren, den Pfalzgrafen Ruprecht I. Dabei wurden die Gerechtsame und Einkünfte des verpfändeten Gebiets geteilt und dem pfälzischen Oberamt Heidelberg unterstellt.
Am 17. Januar 1463 veräußerte der Deutsche Orden, Ballei Koblenz, Statthalter und Hauskomptur Heugin van Mile, 40 Morgen Wiesen der Deutschordenskommende Ibersheim an den Nordheimer Schultheiß Peter Wetzell und neun weitere genannte Bürger von Nordheim. Diese Ordenswiesen waren „gelegen neben der Schürhorst, geforcht bei der Wiese Wesell und an der anderen Seite am alten Rhein nach Rohrheim zu.“
In den Jahren 1504 bis 1517 war das Amt Stein in hessischem Besitz. Infolge des Landshuter Erbfolgekrieges hatte Kaiser Maximilian I. die Reichsacht über den Sohn des Pfalzgrafen Philipp des Aufrichtigen, Ruprecht verhängt und den hessischen Landgrafen Wilhelm II. beauftragt, die Acht zu vollstrecken. Daraufhin zogen hessische Truppen brandschatzend durch pfälzisches Gebiet, eroberten auch die Burg Stein und brannten das Dorf Nordheim nieder.
Vor der Reformation gab es in Nordheim eine Filialkirche der Pfarrei Wattenheim, wo zwei Geistliche aus dem Stift Zell den Gottesdienst abhielten. Nachdem die pfälzischen Herrscher bereits vorher offen mit dem lutherischen Glauben sympathisiert hatten, wurde dieser 1556 offiziell in der Kurpfalz eingeführt. Dies geschah auch im Gebiet des Amtes Stein, allerdings ohne die Zustimmung des mitregierenden Wormser Bischofs.
In der Zeit bis zum Ausbruch Dreißigjährigen Kriegs 1618 sind für Nordheim die folgenden Ereignisse überliefert: 1594 verpachtete der Bischof und das Domstift Worms das Hofgut Neuhaus nebst 40 Morgen Land an Nordheimer Bürger und 1612 wurde am Galgen zwischen Nordheim und Hofheime ein wegen fünffachen Mordes angeklagter Hofheimer Bürger mit dem Rad hingerichtet.
Während des Dreißigjährigen Kriegs (1618–1648) eroberten 1621 spanische Truppen der Katholischen Liga die Burg Stein und besetzten von hier aus die gesamte Bergstraße, dabei wurden Nordheim, Biblis und Wattenheim gebrandschatzt. 1631 zogen die Spanier sich vor den anrückenden schwedischen Truppen zurück, die seit 1630 in den Krieg eingegriffen hatten. Bei ihrem Rückzug an das westliche Rheinufer setzten sie die Burg in Brand und zerstörten die von ihnen errichtete Schiffsbrücke.
Der Schrecken dieses Krieges war aber für die Nordheimer noch lange nicht vorbei. Nach der katastrophalen Niederlage der Evangelischen bei Nördlingen am 6. September 1634 zogen sich die schwedischen Truppen 1635 von der Bergstraße zurück. Letztlich veranlasste der katholische Sieg bei Nördlingen Frankreich, an der Seite der nun geschwächten Schweden in den Dreißigjährigen Krieg einzugreifen. Mit dem Schwedisch-Französischen Krieg begann ab 1635 das blutigste Kapitel des Dreißigjährigen Krieges. Aus der Region um Nordheim berichten die Chronisten aus jener Zeit: „Pest und Hunger wüten im Land und dezimieren die Bevölkerung, sodass die Dörfer öfters völlig leer stehen“.
Nach dem Ende des Dreißigjährigen Krieges durch den Westfälischen Frieden 1648 versuchte der Pfälzer Kurfürst Karl Ludwig das durch den Krieg verwüstete Land wieder aufzubauen. Dazu gehörte auch, dass er sich 1653 mit dem benachbarten Kurfürsten von Mainz, Johann Philipp von Schönborn, über eine Reihe strittiger Rechtspositionen verglich. Für das Amt Stein wurde festgelegt, dass in Wattenheim wieder das katholische Bekenntnis eingesetzt wurde und in Nordheim eine reformierte Kirchengemeinde mit Filialen in Hofheim und Bobstadt eingerichtet wurde.
Für den Rest des 17. Jahrhunderts vermelden die Chronisten über Nordheim:
Im Jahr 1653 musste wegen der Gegenreformation in den jetzt wieder Kurmainzer Gebieten an der Bergstraße der aus der Schweiz stammende protestantische Pfarrer von Wattenheim den Ort verlassen und nahm in Nordheim seinen Wohnsitz. Für 1658 wurde die Wiederherstellung der Nordheimer Kirche vermeldet. Am Karfreitag des Jahres 1685 brach in Nordheim ein großer Brand aus, dem etwa 20 Hofreiten zum Opfer fielen. Auch die Kirche brannte dabei aus. Im selben Jahr starb die reformierte Linie Pfalz-Simmern aus und die katholischen Vettern der Linie Pfalz-Neuburg traten mit Kurfürst Philipp Wilhelm die Regierung in der Kurpfalz an. Dieser ordnete die Gleichstellung des katholischen Glaubens in der mehrheitlich evangelischen bevölkerten Pfalz an.
Die Bemühungen um einen Wiederaufbau des Landes wurden durch den durch Frankreich provozierten Pfälzischen Erbfolgekrieg (1688–1697) weitgehend wieder zunichtegemacht. Auch Nordheim wurde stark in Mitleidenschaft gezogen, wie eine „Berechnung der Schäden durch Brand, Zerstörung usw.“ mit 17.783 fl. aus dem Jahr 1689 zeigt. Der Krieg wurde 1697 durch den Frieden von Rijswijk beendet. Die Stellung des zu diesem Zeitpunkt regierenden katholischen Kurfürsten Johann Wilhelm wurde durch diesen Frieden gestärkt, was am 26. Oktober 1698 zum Erlass des Simultaneums führte. Danach waren die Katholiken berechtigt, alle reformierten Einrichtungen wie Kirchen und Friedhöfe mitzunutzen, während dies umgekehrt nicht erlaubt wurde. Weiterhin wurde die bis dahin selbständige reformierte Kirchenverwaltung dem Landesherren unterstellt. Erst auf Betreiben Preußens kam es 1705 zur sogenannten Pfälzischen Kirchenteilung, in der das Simultanum rückgängig gemacht wurde. Dies hatte aber auf das Gebiet des „Amtes Stein“ keinen Einfluss mehr, da es zu diesem Zeitpunkt wieder zum Bistum Worms gehörte.
Im Jahr 1700 wurde der Sitz der Kellerei Stein nach Nordheim verlegt. Am 26. August 1705 endete die Steiner Pfandschaft von 1387 durch einen Vertrag zwischen Fürstbischof Franz Ludwig von Pfalz-Neuburg und Kurfürst Johann Wilhelm, nach dem das Hochstift Worms die „Kellerei Stein“ mit Lampertheim von der Kurpfalz zurückerhielt. Im Jahr 1787 war die Verwaltung so organisiert, dass Nordheim zur „Amtskellerei Stein“ des „Amts Lampertheim“ im „Fürstentum Worms“ gehörte.
Aus dem 18. Jahrhundert ist von Nordheim bekannt, dass im Jahr 1754 in der Gemarkung Weinbau betrieben wurde, was die Anpflanzung von 9.600 Rebstöcke belegt. Im Jahr 1787 wurde Nordheim von mehreren Überschwemmungen heimgesucht. So brach am 17. Februar das Rheineis, was zur Folge hatte, dass in der Bibliser Gemarkung der Rheindamm siebenmal brach. Am 13. Juni, am 31. Juli und 19. September erneut Hochwasser, wobei Lampertheim, Bürstadt, Hofheim, Wattenheim, Nordheim, Biblis und Groß-Rohrheim überschwemmt wurden. Aus dem Jahr 1794 wurde berichtet, dass im Anschluss an eine Viehseuche 65 Protestanten in Nordheim starben.

### Vom 19. Jahrhundert bis heute

#### Nordheim wird hessisch
Das ausgehende 18. und beginnende 19. Jahrhundert brachte Europa weitreichende Änderungen. Infolge der Napoleonischen Kriege wurde 1797 das Linkes Rheinufer und damit auch der linksrheinische Teil des Bistums Worms annektiert. Nach erneuten Siegen Frankreichs wurden die territorialen Verhältnisse im Heiligen Römischen Reich (Deutscher Nation) neu geordnet.
In der letzten Sitzung des Immerwährenden Reichstags in Regensburg wurde im Februar 1803 der Reichsdeputationshauptschluss verabschiedet, der die Bestimmungen des Friedens von Lunéville umsetzte.
Er verfügte die Auflösung des Bistums Worms und wies das „Amt Lampertheim“ der Landgrafschaft Hessen-Darmstadt als Ausgleich für verlorene linksrheinische Gebiete zu, die es dem „Fürstentum Starkenburg“ zuordnete und es als hessische Amtsvogtei vorerst weitergeführte. Bereits vor dem Inkrafttreten des Reichsdeputationshauptschlusses hatten am 10. September 1802 hessische Truppen das Amt Lampertheim besetzt.
In der Landgrafschaft Hessen-Darmstadt wurde mit Ausführungsverordnung vom 9. Dezember 1803 das Gerichtswesen neu organisiert. Für das Fürstentum Starkenburg wurde das „Hofgericht Darmstadt“ als Gericht der zweiten Instanz eingerichtet. Die Rechtsprechung der ersten Instanz wurde durch die Ämter bzw. Standesherren vorgenommen. Das Hofgericht war für normale bürgerliche Streitsachen Gericht der zweiten Instanz, für standesherrliche Familienrechtssachen und Kriminalfälle die erste Instanz. Übergeordnet war das Oberappellationsgericht Darmstadt.
Unter Druck Napoleons wurde 1806 der Rheinbund gegründet, dies geschah mit dem gleichzeitigen Reichsaustritt der Mitgliedsterritorien.
Dies führte am 6. August 1806 zur Niederlegung der Reichskrone, womit das alte Reich aufhörte zu bestehen.
Am 14. August 1806 wurde die Landgrafschaft Hessen-Darmstadt, gegen Stellung hoher Militärkontingente an Frankreich und den Beitritt zum Rheinbund, von Napoleon zum Großherzogtum erhoben, anderenfalls drohte er mit Invasion.
Nach der endgültigen Niederlage Napoléons regelte der Wiener Kongress 1814/15 auch die territorialen Verhältnisse für Hessen und bestätigte die Grenzen des Fürstentums Starkenburg. Darüber hinaus wurden dem Großherzogtum Hessen durch Artikel 47 weitere Gebiete zugewiesen, unter anderem Worms, Alzey, Bingen und Mainz, ein Gebiet, das als Rheinhessen bezeichnet wurde. 1815 trat das Großherzogtum dem Deutschen Bund bei. Durch das Traktat von Frankfurt vom 30. Juni 1816 trat Großherzog Ludwig infolge des Deutschen Kriegs das schon vor dem Reichsdeputationshauptschluss am 6. September 1802 besetzte Herzogtum Westfalen an den König von Preußen ab. 1816 wurden im Großherzogtum Provinzen gebildet, wobei das vorher als „Fürstentum Starkenburg“ bezeichnete Gebiet, das aus den südlich des Mains gelegenen alten hessischen und den ab 1803 hinzugekommenen rechtsrheinischen Territorien bestand, in „Provinz Starkenburg“ umbenannt wurde.
Im Jahr 1814 wurde die Leibeigenschaft im Großherzogtum aufgehoben und es erhielt mit der am 17. Dezember 1820 eingeführten Verfassung des Großherzogtums Hessen eine konstitutionelle Monarchie, in der der Großherzog aber noch große Machtbefugnisse hatte. Die noch bestehenden standesherrlichen Rechte wie Niedere Gerichtsbarkeit, Zehnten, Grundzinsen und andere Gefälle blieben aber noch bis 1848 bestehen.
1821 wurden im Rahmen einer umfassenden Verwaltungsreform die Amtsvogteien in den Provinzen Starkenburg und Oberhessen des Großherzogtums aufgelöst und Landratsbezirke eingeführt, wodurch Nordheim zum Landratsbezirk Heppenheim kam. Diese Reform ordnete auch die Verwaltung auf Gemeindeebene neu. So war die Bürgermeisterei in Nordheim eine von 12 im Landratsbezirk. Entsprechend der Gemeindeverordnung vom 30. Juni 1821 gab es einen gewählten Ortsvorstand, der sich aus Bürgermeister, Beigeordneten und Gemeinderat zusammensetzte, staatliche Schultheißen wurden nicht mehr eingesetzt.
Die Statistisch-topographisch-historische Beschreibung des Großherzogthums Hessen berichtet 1829 über Nordheim:

„Nordheim (L. Bez. Heppenheim) evangel. Protest. Pfarrdorf, liegt 4 St. von Heppenheim, hat 142 Häuser und 936 Einw., die bis auf 182 Kath. und 21 Juden evangel. protestantisch sind. Nordheim gehörte zum Bisthum Worms und kam 1802 an Hessen. Der Ort hat durch die Rheinüberschwemmung im Jahr 1824 sehr viel Schaden erlitten.“

1832 wurden die Verwaltungseinheiten weiter vergrößert und es wurden Kreise geschaffen. Nach der am 20. August 1832 bekanntgegebenen Neugliederung sollte es in Süd-Starkenburg künftig nur noch die Kreise Bensheim und Lindenfels geben; der Landratsbezirk von Heppenheim sollte in den Kreis Bensheim fallen. Noch vor dem Inkrafttreten der Verordnung zum 15. Oktober 1832 wurde diese aber dahingehend revidiert, dass statt des Kreises Lindenfels neben dem Kreis Bensheim der Kreis Heppenheim als zweiter Kreis gebildet wurde. Nordheim wurde dem Kreis Bensheim zugeordnet. 1842 wurde das Steuersystem im Großherzogtum reformiert und der Zehnte und die Grundrenten (Einnahmen aus Grundbesitz) wurden durch ein Steuersystem ersetzt, wie es in den Grundzügen heute noch existiert.
Im Neuestes und gründlichstes alphabetisches Lexicon der sämmtlichen Ortschaften der deutschen Bundesstaaten von 1845 finden sich folgende Einträge:

„Nordheim bei Heppenheim. – Dorf mit evangel. Pfarrkirche, hinsichtlich der Katholischen zur Pfarrei Wattenheim gehörig. – 542 H. 936 (meistens evangel.) Einw. – Großherzogth. Hessen. – Prov. Starkenburg. – Kreis Bensheim. – Landger. Gernsheim. – Hofger. Darmstadt. – Das Dorf Nordheim gehörte zum Bisthume Worms und ist im J. 1802 an Hessen gelangt.“

„Maulbeeraue bei Nordhelm. – Hof und Jägerhaus, zur evangel. Pfarrei Nordheim, resp. katholischen Pfarrei Wattenheim gehörig. – 2 H. 11 E. – Großherzogthum Hessen. – Provinz Starkenburg. – Kreis Bensheim. – Landgericht Gernsheim. – Hofgericht Darmstadt. – Die Maulbeeraue, am Rhein belegen, ist herrschaftlich, und besteht aus einem Wohnhause mit Oekonomiegebäuden, Acker- und Wiesenland. Sie gehörte früher zu dem Bisthume Worms und ist erst im Jahre 1802 an Hessen gelangt.“

Infolge der Märzrevolution 1848 wurden mit dem „Gesetz über die Verhältnisse der Standesherren und adeligen Gerichtsherren“ vom 15. April 1848 die standesherrlichen Sonderrechte endgültig aufgehoben.
Darüber hinaus wurden in den Provinzen, die Kreise und die Landratsbezirke des Großherzogtums am 31. Juli 1848 abgeschafft und durch „Regierungsbezirke“ ersetzt, wobei die bisherigen Kreise Bensheim und Heppenheim zum Regierungsbezirk Heppenheim vereinigt wurden. Bereits vier Jahre später, im Laufe der Reaktionsära, kehrte man aber zur Einteilung in Kreise zurück und Nordheim wurde wieder Teil des Kreises Bensheim.
Die im Dezember 1852 aufgenommenen Bevölkerungs- und Katasterlisten ergaben für Nordheim: Nordheim, ein evangelisches Pfarrdorf in der Ebene liegend. Dazu gehören die Rheininsel Maulbeerau die Rheinauen Steinerwörth, Altwörth, Augustenwörth, Bernhardswörth und 1 Ziegelei, hatte 1022 Einwohner. Die Gemarkung von Nordheim bestand aus 4224 Morgen, davon waren 2391 Morgen Ackerland, 598 Morgen Wiesen und 498 Morgen Wald. Die Maubeerau bestand aus 1520 Morgen, davon waren 100 Morgen Ackerland, 756 Morgen Wiesen und 498 Morgen Wald.
In den Statistiken des Großherzogtums Hessen werden, bezogen auf Dezember 1867, für das Pfarrdorf Nordheim mit eigener Bürgermeisterei 159 Häuser, 887 Einwohner, der Kreis Bensheim, das Landgericht Gernsheim, die evangelische Pfarrei Nordheim des Dekanats Zwingenberg und die katholische Pfarrei Wattenheim des Dekanats Bensheim angegeben. Außerdem gehören zu Nordheim eine Ziegelei mit einem Haus und vier Einwohnern und die Maulbeeraue mit einem Haus und zehn Einwohnern.
1870 provoziert der preußische Ministerpräsident Otto von Bismarck durch die sogenannte Emser Depesche den Deutsch-Französischen Krieg, in dem das Großherzogtum Hessen als Mitglied des Norddeutschen Bundes an der Seite Preußens teilnahm. Noch vor dessen offiziellen Ende am 10. Mai 1871 traten die süddeutschen Staaten dem Norddeutschen Bund bei und am 1. Januar 1871 trat dessen neu Verfassung in Kraft, mit der er sich nun Deutsches Reich nannte.
Auf deutscher Seite forderte dieser Krieg ca. 41.000 Tote.
Mit dem Reichsmünzgesetz gab es Deutschland nur noch eine Währung, die Mark mit 100 Pfennigen als Untereinheit und am 1. Januar 1900 trat im ganzen Deutschen Reich das Bürgerliche Gesetzbuch in Kraft.
Auch im 19. Jahrhundert hatte Nordheim wieder unter Überschwemmungen zu leiden, so bricht 1818 der Rheindamm und Nordheim
wird fast vollständig überflutet. Am 28./29. Dezember 1882 brach der Rheindamm bei Rosengarten und die Orte Hofheim, Nordheim, Wattenheim und Bürstadt standen unter Wasser. Das Industriezeitalter kündigte sich für Nordheim auf dem Rhein an, als ab 1842 ein Wormser Unternehmen die „Adler des Oberrheins“ genannten Dampfboote zwischen Mannheim und Mainz verkehren ließ. Weiter Verbesserungen der Infrastruktur ergaben sich durch den Bau der Eisenbahnlinie Darmstadt–Worms, der Ludwigsbahn, die 1869 begonnen und 1877 fertiggestellt wurde. Am 28./29. Dezember 1882 wurde Nordheim erneut überschwemmt, als der Rheindamm bei Rosengarten brach.
Ende Oktober 1864 wurde das neu erbaute Rat- und Schulhaus fertiggestellt; das an Stelle des Vorgängergebäudes errichtet worden war.
Im Erdgeschoss befanden sich der Bürgersaal, das Bürgermeisterbüro, das Nachtwächterlokal, das Gefängnis und das Spritzenhaus. Im Obergeschoss lagen der Schulsaal und die Lehrerwohnung mit vier Zimmern und einer Küche. Ein 39 Fuß hohes Türmchen zierte das Gebäude, in das in den folgenden Jahren eine Glocke und eine Turmuhr eingebaut wurde. Ein technischer Fortschritt war 1912 zu vermelden, als Nordheim an das elektrische Stromnetz angeschlossen wurde. Die Bevölkerung war von circa 220 Personen um das Jahr 1600 auf über 1000 um 1850 angestiegen. Die Auswanderungswelle nach Nordamerika reduzierte in der Folgezeit die Bevölkerung wieder und um 1900 wurden noch etwa 840 Einwohner registriert.

#### Zeit der Weltkriege
Am 1. August 1914 brach dann der Erste Weltkrieg aus, der hier wie im ganzen Deutschen Reich der positiven wirtschaftlichen Entwicklung ein Ende setzte. Als nach der deutschen Niederlage am 11. November 1918 der Waffenstillstand unterschrieben wurde, hatte der Krieg insgesamt rund 17 Millionen Menschenopfer gekostet. Das Ende des Deutschen Kaiserreiches war damit besiegelt und die unruhigen Zeiten der Weimarer Republik folgten. In der Zeit von 1921 bis 1930 wurden in Deutschland 566.500 Auswanderer gezählt, die versuchten, den schwierigen Verhältnissen in Deutschland zu entfliehen. Am 30. Januar 1933 wurde Adolf Hitler Reichskanzler, was das Ende der Weimarer Republik und den Beginn der nationalsozialistischen Diktatur besiegelte.
In Hessen wurde am 3. Juli 1933 das „Gesetz zur Durchführung von Feldbereinigung zum Zwecke der Arbeitsbeschaffung im Zuge der Riedmelioration“ erlassen. In 13 Gemeinden der Provinz Starkenburg, darunter Nordheim wurde das Feldbereinigungsverfahren auf einer Fläche von 200.000 ha angeordnet. Im Verlauf dieses Meliorations- und Siedlungsprogramms entstanden die beiden Orte Riedrode und Worms-Rosengarten. Nordheim kam 1937 in die Schlagzeilen der Presse als der damals bekannte Kunstflieger Ernst Udet mit seinem Doppeldecker, bei dem Versuch einen Postsack vom Luftschiff LZ 127 zu übernehmen, in der Nordheimer Gemarkung notlanden musste.
Die hessischen Provinzen Starkenburg, Rheinhessen und Oberhessen wurden 1937 nach der 1936 erfolgten Auflösung der Provinzial- und Kreistage aufgehoben. Zum 1. November 1938 trat dann eine umfassende Gebietsreform auf Kreisebene in Kraft. Im Umland von Worms wurde der Landkreis Oppenheim aufgelöst und die rechtsrheinischen Gemeinden Lampertheim, Bürstadt, Hofheim, Biblis, Wattenheim und Nordheim dem neugeschaffenen Landkreis Worms, der aus dem Kreis Worms hervorging, angegliedert.
Am 1. September 1939 begann mit dem Einmarsch deutscher Truppen in Polen der Zweite Weltkrieg, der in seinen Auswirkungen noch weit dramatischer war als der Erste Weltkrieg und dessen Opferzahl auf 60 bis 70 Millionen Menschen geschätzt werden. Die Kirche in Nordheim brannte 1945, durch Kriegseinwirkungen, innen vollständig aus. In der Endphase des Zweiten Weltkrieges in Europa erreichten die amerikanischen Verbände Mitte März 1945 den Rhein zwischen Mainz und Mannheim. Am 22. März überquerte die 3. US-Armee bei Oppenheim den Rhein und besetzte am 25. März Darmstadt. In den ersten Stunden des 26. März 1945 überquerten amerikanische Einheiten bei Hamm (Gemarkung Worms-Ibersheim mit Ibersheimer Wörth) und südlich von Worms den Rhein, von wo sie auf breiter Front gegen die Bergstraße vorrücken. Am 27. März standen die amerikanischen Truppen in Lorsch, Bensheim und Heppenheim und einen Tag später waren Aschaffenburg am Main sowie der westliche und nördlichen Teil des Odenwaldes besetzt. Der Krieg in Europa endete mit der bedingungslosen Kapitulation aller deutschen Truppen, die am 8. Mai 1945 um 23:01 Uhr mitteleuropäischer Zeit in Kraft trat.
Das Großherzogtum Hessen war von 1815 bis 1866 ein Mitgliedsstaat des Deutschen Bundes und danach ein Bundesstaat des Deutschen Reiches. Es bestand bis 1919, nach dem Ersten Weltkrieg wurde das Großherzogtum zum republikanisch verfassten Volksstaat Hessen. 1945 nach Ende des Zweiten Weltkriegs befand sich das Gebiet des heutigen Hessen in der amerikanischen Besatzungszone und durch Weisung der Militärregierung entstand Groß-Hessen, aus dem das Bundesland Hessen in seinen heutigen Grenzen hervorging.
Mit der Errichtung von Groß-Hessen wurden die rechtsrheinischen Gebiete und damit auch Nordheim dem Landkreis Bergstraße zugeordnet. Das linksrheinische Kreisgebiet wurde 1946 im Regierungsbezirk Rheinhessen ein Teil von Rheinland-Pfalz.

#### Nachkriegszeit und Gegenwart
Wie die Einwohnerzahlen von 1939 und 1946 zeigen, hatte auch Nordheim nach dem Krieg viele Flüchtlinge und Vertriebene aus den ehemaligen deutschen Ostgebieten zu verkraften.
Nach dem Krieg wurden 1947 die Freiwillige Feuerwehr und 1948 die Kultur- und Sportgemeinde (KSG Nordheim) gegründet und im Jahr 1952 wurde mit dem Wiederaufbau der Nordheimer Kirche begonnen. Diese wurde ab 1708 als Simultan-Kirche genutzt und steht auch heute noch den beiden christlichen Konfessionen als Gotteshaus zur Verfügung.
Im Jahr 1961 wurde die Gemarkungsgröße mit 1398 ha angegeben, davon waren 180 ha Wald.
Nachdem die Bevölkerung bis nach dem Zweiten Weltkrieg größtenteils von der Landwirtschaft lebte, führte der Strukturwandel in der Landwirtschaft und die Ausweisung neuer Baugebiete ab den 1960er Jahren dazu, dass diese heute nahezu keine Rolle mehr spielt. Heute sind von der erwerbsfähigen Bevölkerung Nordheims über 90 % außerhalb des Ortes beschäftigt.
Am 31. Dezember 1970 wurde im Zuge der Gebietsreform in Hessen die bis dahin selbstständige Gemeinde zusammen mit Wattenheim auf freiwilliger Basis nach Biblis eingemeindet.
Für Nordheim und Wattenheim wurden per Hauptsatzung Ortsbezirke mit Ortsbeirat und Ortsvorsteher nach der Hessischen Gemeindeordnung errichtet. Die Grenzen der Ortsbezirke folgen den seitherigen Gemarkungsgrenzen.
Im Jahr 1979 feierte Nordheim sein 850-jähriges Bestehen anlässlich der Erwähnung des Ortes im Jahre 1129 in einer Schenkung Bischof Burgchard von Worms an den Probst des Stifts Neuhausen.
Am 1. November 1985 wurde die bereits seit 1963 zur Entlastung des Ortsverkehrs geplante Umgehungsstraße L3261 fertig gestellt und dem Verkehr übergeben.

### Gerichte in Hessen
In der Landgrafschaft Hessen-Darmstadt wurde mit Ausführungsverordnung vom 9. Dezember 1803 das Gerichtswesen neu organisiert. Für das Fürstentum Starkenburg wurde das „Hofgericht Darmstadt“ als Gericht der zweiten Instanz eingerichtet. Die Rechtsprechung der ersten Instanz wurde durch die Ämter bzw. Standesherren vorgenommen. Für Biblis war damit das Amt Lampertheim zuständig.
Das Hofgericht war für normale bürgerliche Streitsachen Gericht der zweiten Instanz, für standesherrliche Familienrechtssachen und Kriminalfälle die erste Instanz. Übergeordnet war das Oberappellationsgericht Darmstadt.
Mit Bildung der Landgerichte im Großherzogtum Hessen war ab 1821 das Landgericht Lorsch das Gericht erster Instanz. Am 16. Dezember 1839 wurde das Landgericht Gernsheim errichtet, dem aus dem Bezirk Landgerichtsbezirk Lorsch die Orte Großrohrheim, Biblis, Wattenheim und Nordheim zugewiesen wurden.
Anlässlich der Einführung des Gerichtsverfassungsgesetzes mit Wirkung vom 1. Oktober 1879, infolge derer die bisherigen großherzoglich hessischen Landgerichte durch Amtsgerichte an gleicher Stelle ersetzt wurden, während die neu geschaffenen Landgerichte nun als Obergerichte fungierten, kam es zur Umbenennung in Amtsgericht Gernsheim und Zuteilung zum Bezirk des Landgerichts Darmstadt.
Mit Wirkung vom 1. Oktober 1934 wurde das Amtsgericht Gernsheim aufgehoben und aus dem aufgelösten Amtsgerichtsbezirk die Gemarkungen Biblis, Groß-Rohrheim, Hammer-Aue, Maulbeer-Aue, Nordheim und Wattenheim dem Amtsgericht Worms, die übrigen Gemarkungen dem Amtsgericht Groß-Gerau zugeteilt.
Mit der 1945 erfolgten Zuordnung der rechtsrheinischen Orte des Kreises Worms zum Landkreis Bergstraße wechselte auch der Amtsgerichtsbezirk und Nordheim kam zum Amtsgericht Lampertheim.

### Verwaltungsgeschichte im Überblick
Die folgende Liste zeigt die Staaten und Verwaltungseinheiten, denen Nordheim angehört(e):
- vor 1803: Heiliges Römisches Reich, Hochstift Worms, Amt Lampertheim, Amtskellerei Stein
- ab 1803: Heiliges Römisches Reich, Landgrafschaft Hessen-Darmstadt,[Anm. 2] Fürstentum Starkenburg, Amt Lampertheim[27]
- ab 1806: Großherzogtum Hessen,[Anm. 3] Fürstentum Starkenburg, Amt Lampertheim
- ab 1815: Großherzogtum Hessen[Anm. 4], Provinz Starkenburg, Amt Lampertheim
- ab 1821: Großherzogtum Hessen, Provinz Starkenburg, Landratsbezirk Heppenheim[Anm. 5]
- ab 1832: Deutscher Bund, Großherzogtum Hessen, Provinz Starkenburg, Kreis Bensheim
- ab 1848: Deutscher Bund, Großherzogtum Hessen, Regierungsbezirk Heppenheim
- ab 1852: Deutscher Bund, Großherzogtum Hessen, Provinz Starkenburg, Kreis Bensheim
- ab 1867: Großherzogtum Hessen, Provinz Starkenburg, Kreis Bensheim
- ab 1871: Deutsches Reich,[Anm. 6] Großherzogtum Hessen, Provinz Starkenburg, Kreis Bensheim
- ab 1874: Deutsches Reich, Großherzogtum Hessen, Provinz Starkenburg, Kreis Bensheim
- ab 1918: Deutsches Reich, Volksstaat Hessen,[Anm. 7] Provinz Starkenburg, Kreis Bensheim
- ab 1938: Deutsches Reich, Volksstaat Hessen, Landkreis Worms[28][Anm. 8]
- ab 1945: Amerikanische Besatzungszone,[Anm. 9] Groß-Hessen, Regierungsbezirk Darmstadt, Landkreis Bergstraße
- ab 1946: Amerikanische Besatzungszone, Land Hessen, Regierungsbezirk Darmstadt, Landkreis Bergstraße
- ab 1949: Bundesrepublik Deutschland, Land Hessen, Regierungsbezirk Darmstadt, Landkreis Bergstraße
- ab 1971: Bundesrepublik Deutschland, Land Hessen, Regierungsbezirk Darmstadt, Landkreis Bergstraße, Gemeinde Biblis[Anm. 10]

### Einwohnerentwicklung
| • 1600: | ca. 220 Einwohner         |
| • 1806: | 731 Einwohner, 131 Häuser |
| • 1829: | 936 Einwohner, 142 Häuser |
| • 1867: | 887 Einwohner, 159 Häuser |

| Nordheim: Einwohnerzahlen von 1806 bis 2020 | Nordheim: Einwohnerzahlen von 1806 bis 2020 | Nordheim: Einwohnerzahlen von 1806 bis 2020 | Nordheim: Einwohnerzahlen von 1806 bis 2020 | Nordheim: Einwohnerzahlen von 1806 bis 2020 |
| --- | ------------------------------------------- | ------------------------------------------- | ------------------------------------------- | ------------------------------------------- |
| Jahr |                                             |                                             |                                             | Einwohner                                   |
| 1806 | 1806                                        |                                             | 731                                         | 731                                         |
| 1829 | 1829                                        |                                             | 936                                         | 936                                         |
| 1834 | 1834                                        |                                             | 1.038                                       | 1.038                                       |
| 1840 | 1840                                        |                                             | 1.051                                       | 1.051                                       |
| 1846 | 1846                                        |                                             | 1.053                                       | 1.053                                       |
| 1852 | 1852                                        |                                             | 1.029                                       | 1.029                                       |
| 1858 | 1858                                        |                                             | 1.005                                       | 1.005                                       |
| 1864 | 1864                                        |                                             | 934                                         | 934                                         |
| 1871 | 1871                                        |                                             | 923                                         | 923                                         |
| 1875 | 1875                                        |                                             | 861                                         | 861                                         |
| 1885 | 1885                                        |                                             | 798                                         | 798                                         |
| 1895 | 1895                                        |                                             | 796                                         | 796                                         |
| 1905 | 1905                                        |                                             | 826                                         | 826                                         |
| 1910 | 1910                                        |                                             | 840                                         | 840                                         |
| 1925 | 1925                                        |                                             | 906                                         | 906                                         |
| 1939 | 1939                                        |                                             | 868                                         | 868                                         |
| 1946 | 1946                                        |                                             | 1.230                                       | 1.230                                       |
| 1950 | 1950                                        |                                             | 1.213                                       | 1.213                                       |
| 1956 | 1956                                        |                                             | 1.166                                       | 1.166                                       |
| 1961 | 1961                                        |                                             | 1.165                                       | 1.165                                       |
| 1967 | 1967                                        |                                             | 1.266                                       | 1.266                                       |
| 1970 | 1970                                        |                                             | 1.316                                       | 1.316                                       |
| 1980 | 1980                                        |                                             | 1.450                                       | 1.450                                       |
| 1996 | 1996                                        |                                             | 1.715                                       | 1.715                                       |
| 2002 | 2002                                        |                                             | 1.755                                       | 1.755                                       |
| 2011 | 2011                                        |                                             | 1.746                                       | 1.746                                       |
| 2016 | 2016                                        |                                             | 1.709                                       | 1.709                                       |
| 2020 | 2020                                        |                                             | 1.767                                       | 1.767                                       |
| Datenquelle: Historisches Gemeindeverzeichnis für Hessen: Die Bevölkerung der Gemeinden 1834 bis 1967. Wiesbaden: Hessisches Statistisches Landesamt, 1968. Weitere Quellen: ; Gemeinde Biblis; Zensus 2011 |                                             |                                             |                                             |                                             |

### Religionszugehörigkeit
| • 1829: | 733 evangelisch-protestantisch (= 78,31 %), 21 jüdische (= 2,24 %) und 182 katholische (= 19,44 %) Einwohner |
| • 1961. | 923 evangelische (= 79,23 %), 221 katholische (= 18,97 %) Einwohner                                          |

## Politik

### Ortsbeirat
Für Nordheim besteht ein Ortsbezirk (Gebiete der ehemaligen Gemeinde Nordheim) mit Ortsbeirat und Ortsvorsteher nach der Hessischen Gemeindeordnung.
Der Ortsbeirat besteht aus sieben Mitgliedern. Seit den Kommunalwahlen in Hessen 2021 gehören ihm drei Mitglieder der SPD, drei Mitglieder der CDU und ein Mitglied der FLB (Freie Liste Biblis) an. Ortsvorsteher ist Gerhard Rothenhäuser (SPD).

### Wappen
Das geteilte Wappen stellt in der oberen Hälfte einen goldenen Schlüssel mit acht Steinchen dar. Dieser Schlüssel war das Symbol des Bischofs von Worms, der schon im frühen Mittelalter Grundherr in Nordheim war.
Im unteren Teil des Wappens sind drei Ähren in Gold als Zeichen einer ausgeprägten Landwirtschaft abgebildet.

## Kultur und Sehenswürdigkeiten

### Dialekt
Nordheim liegt im Dialekt-Gebiet des Hessischen Rieds. Eine Kostprobe gibt das folgende Gedicht, das ursprünglich aus der Pfalz stammt und im Sommer 1992 von Nordheimer Bürgern in die lokale Mundart übertragen wurde.
| Mundart | Hochdeutsch |
| --- | --- |
| Wu leid Noorde? Dut en Noordmer mol verreise, ob noh Bayern, ob noh Preisse, staunt er oft, daß manche Leit, froge wu donn Noorde leid. | Wo liegt Nordheim? Verreist ein Nordheimer, ob nach Bayern, ob nach Preussen, staunt er oft, dass manche Leute fragen wo Nordheim liegt. |
| Is donn des net allerhand, daß ma noch im Bundesland, sou en Bildungstiefstand findt, wisse mißts doch jeres Kind.                      | Ist das nicht allerhand, dass man noch in der Bundesrepublik, so einen Bildungstiefstand findet, das müsste doch jedes Kind wissen.      |
| Noorde leit doch ganz zentral zwischen Oz jan un Ural, ja es leid fascht in de Mitt, zwische Riga un Madrit.                            | Nordheim liegt doch ganz zentral zwischen Ozean und Ural, ja es liegt fast in der Mitte, zwischen Riga und Madrid.                       |
| Orrer wann des klarer iss, zwische Schwarzwald un Paris. Zwische Hamburg un de Schweiz, korz vor Biwwels, ja dou leits.                 | Oder wenn das klarer ist, zwischen Schwarzwald und Paris, zwischen Hamburg und der Schweiz, kurz vor Biblis, ja da liegts.               |
| Noorde des leit mittedrin, zwische Ourewald un Rhoi, zwischen Neckar un em Moan, grad am Fuß vun de Burg Sto.                           | Nordheim das liegt mittendrin, zwischen Odenwald und Rhein, zwischen Neckar und dem Main, gerade am Fuß der Burg Stein.                  |
| Wu die Bergstroß südwärts zieht, wus am allererschte bliht, in de Mitt leits jedenfalls, zwischen Spessart un de Palz.                  | Wo die Bergstraße südwärts zieht, Wo es am allerersten blüht, in der Mitte jedenfalls, zwischen Spessart und der Pfalz.                  |
| Noorde leit aach mittenoi, zwische Deitschlands beschdem Woi. Wie e Schälche um de Hals, legt sich Rhoigau, Bergstroß, Palz.            | Nordheim liegt auch mittendrin, zwischen Deutschlands bestem Wein. Wie ein Schal um dem Hals, legen sich Rheingau, Bergstraße, Pfalz.    |
| Doumit wärs wohl gedeit, wie zentral doch Noorde leit, un wanns aner noh net waas, macht mich des ach gar net haas.                     | Damit wäre es wohl gedeutet, wie zentral doch Nordheim liegt, und wenn es jemand noch nicht weiß, macht mich das auch gar nicht heiß.    |
| Alle Noordmer die werns wisse, wu se Noorde suche misse, un weil ich en Nordmer bin, finn ich immer wirrer hin.                         | Alle Nordheimer werden wissen, wo sie Nordheim suchen müssen, und weil ich ein Nordheimer bin, finde ich immer wieder hin.               |

### Bauwerke und Naturdenkmäler
- Im Steiner-Wald befinden sich die Reste der Burg Stein für dessen Pflege heute der Geopark Bergstraße-Odenwald zuständig ist. Der örtliche Geschichtsverein hat Informationstafeln zur Geschichte der Burg aufgestellt.
- Im alten Rathaus von Nordheim befindet sich das Burg-Stein-Museum. Es wird vom Verein für Heimatgeschichte Nordheim betrieben und zeigt Fundstücke der dortigen Grabung sowie Modelle, die die Entwicklung der Burg von der Römerzeit über die Karolingerzeit bis zur Blütezeit im Mittelalter veranschaulichen.[31]
- Eine alte Eiche am Rheinufer gab 1734 der Rheinfähre ihren Namen. Im alten Nordheimer Gerichtsprotokollbuch wurde sie das „Fahr“ am Eichbaum genannt. Der Stammdurchmesser betrug im Jahre 1997 ca. 1,67 m.
- Der Fährturm am Rheinufer diente den Fährmännern an der Rheindürkheimer Fahrt als feste Unterkunft. Nachdem ihr schon im Mittelalter ein Flussübergang befunden hatte, wurde hier 1894 eine damals moderne Gierseilfähre eingerichtet. An einem 500 m langen Seil hängend, das durch eine Reihe von Nachen über der Wasseroberfläche gehalten wurde, nutzte sie die Strömung des Flusses als Antrieb für die Fährfahrt.

## Persönlichkeiten
Geboren in Nordheim
- Friedrich Karl Castelhun (1828–1905), Arzt und Lyriker (emigrierte 1846 mit seinen Eltern nach Amerika)
- Sebastian Glaser (1842–1899), Landtagsabgeordneter und 1883 bis 1899 Bürgermeister in Nordheim
- Georg Schmitt (1872–1940), Mitglied des Provinziallandtages der Provinz Hessen-Nassau
- Konrad Karl Glaser (1876–1956), Landtags- und Reichstagsabgeordneter, war ab 1919 Bürgermeister von Nordheim.
- Jakob Friedrich (1861–1914), Abgeordneter der 2. Kammer der Landstände des Großherzogtums Hessen